# Vjekoslav Dorn
Vjekoslav Dorn (Hrtkovci, 1939.), hrvatski liječnik, oftalmolog, specijalist pedijatrijske oftalmologije i strabologije

## Životopis
Rođen u Hrtkovcima. Studirao u Zagrebu na Medicinskom fakultetu. Nakon studija godinu dana radio u Institutu za medicinska istraživanja. Šest godina radio je na Klinici za očne bolesti KBC-a Zagreb. Vodio Laboratorij za elektrodijagnostiku i ehografiju, Dječji odjel Očne klinike. Doktorirao 1979. tezom Evaluacija kvantitativne ehografije kod eksperimentalnih imitacija intrabulbarnih lezija te ultrazvučnih presjeka orbite sa praktičnom primjenom u diferencijalnoj ultrazvučnoj dijagnostici nalaz oka i orbite. Na Medicinskom fakultetu došao do statusa redovnog profesora. Stekao naslov primarijusa. Od 1997. redoviti član AMZH. Znanstveni interes Vjekoslava Dorna su dječja oftalmologija i strabologija, oftalmološki ultrazvuk, elektrodijagnostika. Objavio 169 radova. Napisao poglavlja u udžbenicima. Suautor knjige Strabizam i nistagmus (suautorica Marija Čelić), prvog udžbenika na hrvatskom jeziku iz ovog područja.

## Nagrade
Dobio nekoliko nagrada, od kojih se ističe Nagrada Josip Juraj Strossmayer za znanstveno djelo 2004. godine.

## Vanjske poveznice
- WorldCat
- Institut Ruđer Bošković - Tko je tko u hrvatskoj znanosti  Arhivirana inačica izvorne stranice od 10. ožujka 2021. (Wayback Machine)